# Semiothisa semialbida
Semiothisa semialbida là một loài bướm đêm trong họ Geometridae.